# Băile Olănești
Băile Olăneşti é uma cidade da Roménia com 4.814 habitantes, localizada no judeţ (distrito) de Vâlcea.